# Torsten Traub
Torsten Traub (* 8. September 1975 in Holzelfingen) ist ein ehemaliger deutscher Fußballspieler. Der Abwehrspieler bestritt über 100 Partien in der zweiten Bundesliga.

## Werdegang

### Spieler
Traub spielte von 1995 bis 2002 in der ersten Mannschaft des SSV Reutlingen 05 und stieg mit Reutlingen im Jahr 2000 als Regionalliga-Meister in die 2. Bundesliga auf. Er wechselte 2002 zu einem damaligen Ligakonkurrenten des SSV, dem FC St. Pauli.
Nachdem St. Pauli 2003 als vorheriger Zweitliga-Absteiger direkt in die Regionalliga abgestiegen war und er auf 16 Einsätze gekommen war, wechselte Traub zu Rot-Weiß Erfurt. Mit Erfurt spielte er anschließend ein Jahr in der Regionalliga Süd und nach dem Aufstieg 2004 in der 2. Bundesliga. Erfurt stieg jedoch nach einem Jahr wieder in die dritte Liga ab und Traub wechselte ablösefrei zum FC Augsburg.
Mit Augsburg gelang ihm 2006 der Aufstieg in die 2. Bundesliga, nachdem er diesen bereits mit Reutlingen und Erfurt erreicht hatte. Zur Saison 2007/08 ist Traub zum VfR Aalen gewechselt. In der Winterpause Saison 2008/09 wechselte er zu den Stuttgarter Kickers, wo er in allen 18 Spielen der restlichen Saison zum Einsatz kam (1 Tor). Nach dem Abstieg hat Traub die Kickers verlassen und hat seine Karriere beendet.

### Funktionär
Im Februar 2010 übernahm Traub eine Tätigkeit im Management des FC Rot-Weiß Erfurt. 2011 wurde er zum ersten Mal zum Sportmanager. 2013 wurde er durch Alfred Hörtnagl ersetzt, den er jedoch im Mai 2015 als Nachfolger erneut beerbte.

### Erfolge
Titel mit Reutlingen
- Meister der Regionalliga Süd 2000
- Württembergischer Pokalsieger 1999
- Deutscher Amateurmeister 1997

Erfolge mit anderen Vereinen
- Aufstieg in die 2. Bundesliga mit dem FC Augsburg 2005
- Aufstieg in die 2. Bundesliga mit Rot-Weiß Erfurt 2004